# Караултобе (Саркандський район)
Караултобе́ (каз. Қарауылтөбе) — село у складі Саркандського району Жетисуської області Казахстану. Входить до складу Амангельдинського сільського округу.
У радянські часи село мало назву Караултюбе.
Населення — 446 осіб (2021; 592 у 2009, 628 у 1999, 650 у 1989).